# Eupithecia sellimima
Eupithecia sellimima är en fjärilsart som beskrevs av Dyar 1927. Eupithecia sellimima ingår i släktet Eupithecia och familjen mätare. Inga underarter finns listade i Catalogue of Life.